# Thư viện Khoa học Tổng hợp Thành phố Hồ Chí Minh
Thư viện Khoa học Tổng hợp Thành phố Hồ Chí Minh là một thư viện công cộng tại trung tâm Thành phố Hồ Chí Minh. Thư viện hiện trực thuộc Sở Văn hóa và Thể thao Thành phố Hồ Chí Minh, được xem là một trong những thư viện lâu đời nhất tại Việt Nam.

## Vị trí
Thư viện Khoa học Tổng hợp Thành phố Hồ Chí Minh có địa chỉ tại số 69 đường Lý Tự Trọng, phường Bến Thành, Quận 1, nằm trên một khuôn viên bao quanh là bốn tuyến đường Lý Tự Trọng, Lê Thánh Tôn, Nguyễn Trung Trực và Nam Kỳ Khởi Nghĩa.

## Tổ chức

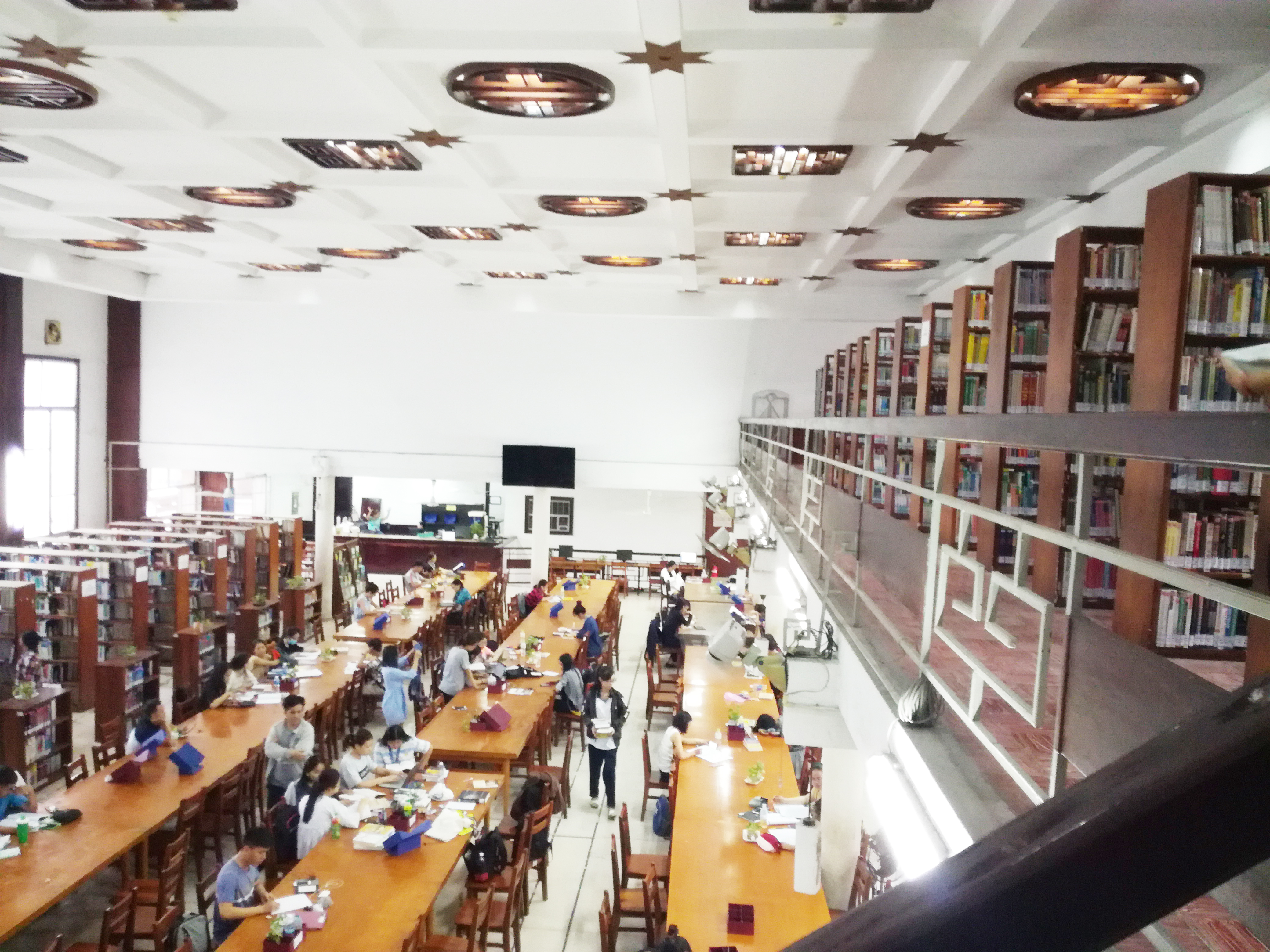
Một góc không gian bên trong thư viện vào năm 2018

Tính đến đầu năm 2019, thư viện có một Giám đốc và hai Phó Giám đốc. Về hệ thống phòng ban, thư viện chia ra 8 phòng chuyên môn, nghiệp vụ, bao gồm:
- Phòng Hành chính – Tổng hợp
- Phòng Bổ sung
- Phòng Xử lý tài liệu
- Phòng Phục vụ bạn đọc (gồm phòng đọc Tổng hợp, phòng Báo – Tạp chí, phòng đọc Tra cứu thông tin và Dịch vụ tham khảo S.Hub, phòng Doanh nhân, phòng Đọc Thiếu nhi – S.hub Kids, phòng Đọc chuyên biệt)
- Phòng Thông tin – Thư mục
- Phòng Kỹ thuật Công nghệ
- Phòng Bảo quản và Tổ chức Kho tài liệu
- Phòng Mạng lưới Phong trào[7]

## Lịch sử
Năm 1868, Thống đốc Nam Kỳ Gustave Ohier cho thành lập Thư viện Tư liệu Chính phủ Nam Kỳ cho hai Hội đồng chiến tranh thường trực ở Nam Kỳ. Năm 1882, thư viện này trở thành thư viện công cộng, là thư viện công cộng đầu tiên của Việt Nam. Tuy nhiên, thư viện hoạt động không hiệu quả vì không đủ kinh phí mua sách báo, trả công cho nhân viên. Đến năm 1902, thư viện được đổi tên thành Thư viện Nam Kỳ (tiếng Pháp: Bibliothèque de la Cochinchine), còn gọi là Thư viện Sài Gòn (tiếng Pháp: Bibliothèque de Saïgon), cơ sở đặt tại cánh trái của Văn phòng Thư ký Chính phủ Nam Kỳ tại địa chỉ số 27 đường De La Grandière (tức tòa nhà Dinh Thượng thơ). Tính đến năm 1909, vốn tài liệu của Thư viện Sài Gòn đã đạt 10.000 tập sách về các chủ đề: luật pháp, khoa học, lịch sử và văn học, cùng với số lượng báo và tạp chí. Năm 1919, thư viện chuyển sang địa chỉ số 34 đường De La Grandière, sử dụng chung cơ sở với Kho Văn khố. Theo tuần báo L'Éveil Économique de l'Indochine ngày 2 tháng 11 năm 1924, cơ sở mặc dù đã được mở rộng nhưng vẫn không đáp ứng được yêu cầu phát triển của thư viện, không gian nơi đây được nhận xét là quá nhỏ hẹp với một thư viện hiện đại nên thư viện được xem xét chuyển cơ sở sang một tòa nhà khác rộng rãi và phù hợp hơn. Bấy giờ, tại phòng đọc thư viện đã có 700 độc giả mỗi tháng, bên cạnh đó có 1.000 lượt mượn sách.
Năm 1946, Thư viện Nam Kỳ được chính quyền Pháp bàn giao cho chính quyền Cộng hòa Tự trị Nam Kỳ. Năm 1949, chính quyền Quốc gia Việt Nam đổi tên thành Thư viện Nam phần. Thủ thư đầu tiên của Thư viện Nam phần là ông Đoàn Quang Tấn, nhận chức vào tháng 1 năm 1948. Thời điểm này thư viện có 56.000 tập sách, chủ yếu là sách tiếng Pháp, và 470 nhan đề. Theo báo cáo gửi Tổ chức Giáo dục, Khoa học và Văn hóa Liên Hợp Quốc vào năm 1950, Thư viện Nam phần có gần 70.000 tập sách, trong đó có phần vốn tài liệu tiếng Trung mới nhập. Đây là nơi nhận lưu chiểu các tài liệu xuất bản ở miền Nam Việt Nam.
Tháng 5 năm 1955, vốn tài liệu gồm 17.000 quyển sách quý, một nửa số sách báo thời thuộc địa và 35.000 tài liệu lưu chiểu của Tổng Thư viện tại Hà Nội được chuyển vào miền Nam, lập thành Tổng Thư viện thuộc Viện Đại học Sài Gòn. Đến năm 1957, Tổng Thư viện chuyển sang trực thuộc Bộ Quốc gia Giáo dục Việt Nam Cộng hòa.
Ngày 13 tháng 4 năm 1959, chính quyền ra quyết định thành lập Nha Văn khố và Thư viện Quốc gia. Đồng thời, Thư viện Quốc gia (đổi tên từ Thư viện Nam phần trước đó) và Tổng Thư viện được đặt trực thuộc Nha Văn khố và Thư viện Quốc gia. Thư viện Quốc gia có phòng đọc tại địa chỉ số 34 Gia Long, phòng cho mượn tại số 194D Pasteur; còn Tổng Thư viện thì đặt cơ sở tại trường Pétrus Ký trên đường Trần Bình Trọng. Thư viện Quốc gia và Tổng Thư viện được xem là hai thư viện cấp quốc gia của Việt Nam Cộng hòa, tuy nhiên các cơ sở của hai thư viện này lại chật hẹp, không đáp ứng được tiêu chuẩn của một thư viện quốc gia. Dự án xây dựng tòa nhà Thư viện Quốc gia mới đã được Tổng thống Ngô Đình Diệm khởi động từ năm 1955, tuy nhiên do nhiều nguyên nhân khác nhau nên đã bị hoãn lại. Để có đủ kinh phí xây dựng, chính quyền Việt Nam Cộng hòa đã phải mở đến 4 kỳ xổ số. Đến ngày 28 tháng 12 năm 1968, công trình mới được khởi công xây dựng tại số 69 Gia Long, tức vị trí Khám Lớn Sài Gòn cũ, theo bản thiết kế của hai kiến trúc sư Bùi Quang Hanh và Nguyễn Hữu Thiện.

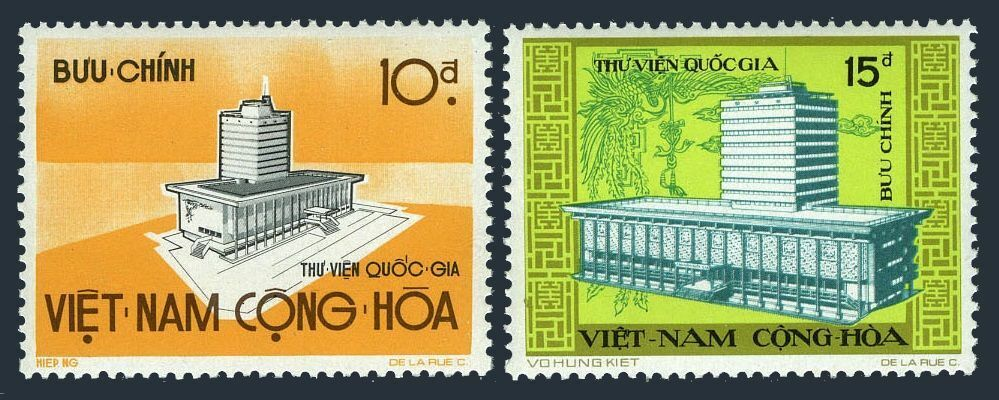
Hình ảnh Thư viện Quốc gia trên tem bưu chính phát hành năm 1974

Ngày 23 tháng 12 năm 1971, trụ sở mới của Thư viện Quốc gia được khánh thành. Công trình cao 16 tầng, chia làm hai khối gần như riêng biệt. Khối thứ nhất là một dãy nhà dài 71 m, ngang 23 m với tầng hầm, tầng trệt, hai lầu và một sân thượng; khối thứ hai nằm giữa, vuông vức và vọt lên như một ngọn tháp, có 14 tầng với chiều cao 43 m dành làm kho chứa sách báo. Tòa nhà mới lúc này đã có thể chứa toàn bộ vốn tài liệu của hai thư viện trước đó. Trong bài phát biểu tại lễ khánh thành, ông Mai Thọ Truyền, Quốc vụ khanh đặc trách Văn hóa, đã gọi nơi đây là "bộ não khổng lồ của quốc gia". Ngoài ra, cũng từ thời điểm này, Nha Văn khố và Thư viện Quốc gia chính thức chia thành hai đơn vị là Nha Văn khố Quốc gia và Thư viện Quốc gia. Để người dân có thể tiếp cận sách tốt hơn, Thư viện Quốc gia đã tổ chức xe thư viện lưu động với 12.000 quyển sách cho người lớn, 6.000 quyển sách thiếu nhi. Thư viện cũng thành lập bộ phận sửa chữa, đóng sách và ứng dụng vi phim để hỗ trợ bảo quản tài liệu.
Sau sự kiện 30 tháng 4 năm 1975, chính quyền Cộng hòa Miền Nam Việt Nam tiếp quản Thư viện Quốc gia. Ngày 1 tháng 11 năm 1976, thư viện được đổi tên thành Thư viện Quốc gia II trực thuộc Bộ Văn hóa. Sau đó thư viện lại được giao cho Ủy ban nhân dân Thành phố Hồ Chí Minh quản lý, đến ngày 14 tháng 4 năm 1978 thì hợp nhất với Thư viện Khoa học Kỹ thuật thành Thư viện Khoa học Tổng hợp Thành phố Hồ Chí Minh trực thuộc Sở Văn hóa Thông tin (nay là Sở Văn hóa và Thể thao). Bên cạnh đó, sau ngày thống nhất, chính quyền cũng sắp xếp, phân bổ lại tài liệu thư viện hai miền Bắc và Nam.
Theo thống kê năm 2005, số lượng người đăng ký sử dụng thư viện năm sau cao hơn năm trước từ 5–10%, mật độ sử dụng tài liệu trong thư viện tăng 4–5% mỗi năm, tài liệu nhập về thư viện cũng tăng cả về số lượng, thành phần nội dung và hình thức thông tin: sách từ 6000–9000 bản/năm, báo và tạp chí lưu hành hơn 870 nhan đề/năm, và các cơ sở dữ liệu điện tử, trực tuyến khác.